# George Macartney (1. hrabia Macartney)

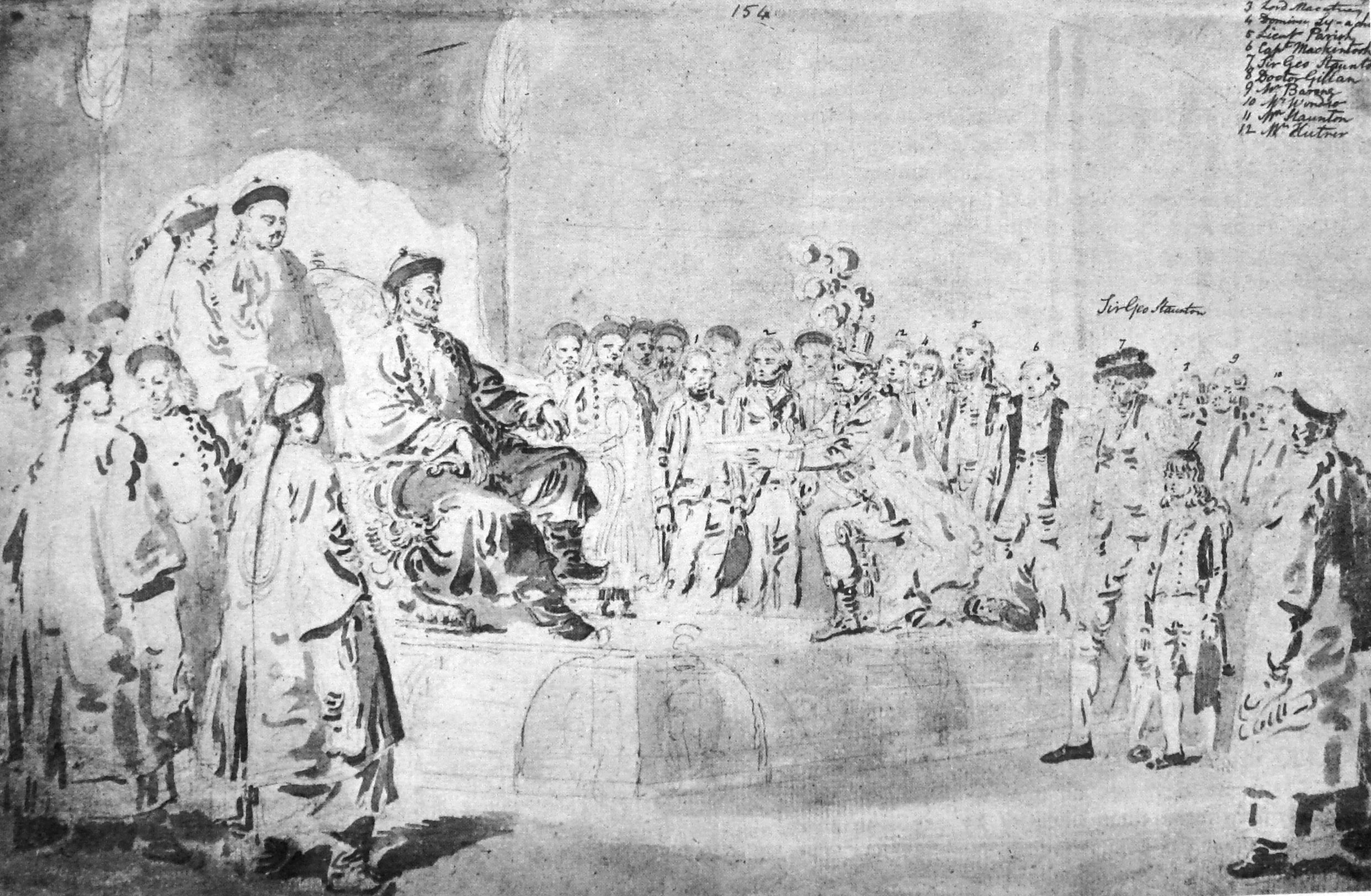
Macartney pozdrawiający cesarza Chin w 1793 roku

George Macartney (ur. 14 maja 1737, zm. 31 maja 1806) – brytyjski polityk, administrator i dyplomata.

## Życiorys
George Macartney pochodził ze starej szkockiej rodziny Macartneyów z Auchinleck, którzy w 1649 osiedlili się w Lissanoure w pobliżu miejscowości Loughguile nieopodal Ballymoney (hrabstwo Antrim w Irlandii), gdzie George się urodził.
Po ukończeniu Trinity College w Dublinie w 1759 został studentem w Temple w Londynie. Dzięki poparciu Stephena Foxa, starszego brata Charlesa Jamesa Foxa, Henry Holland skłonny był pokierować karierą Macartneya.
W 1764 Macartney został posłem nadzwyczajnym Wielkiej Brytanii w Rosji. Udało mu się wynegocjować z Katarzyną II alians brytyjsko-rosyjski. Z Petersburga korespondował z innymi ambasadorami brytyjskimi, a ponieważ polityka brytyjska była wtedy podporządkowana projektowi traktatu handlowego z Rosją, Macartney dawał im wskazówki, jak mają postępować. Do jego korespondentów należeli: John Goodricke (ambasador brytyjski w Sztokholmie), Robert Gunning (Kopenhaga), Ralph Woodford (Hamburg), Philip Stanhope (Drezno), Alexander Burnet (Berlin), Joseph Yorke (Haga), Thomas Wroughton (Warszawa), Trevor Corry (Gdańsk).
W 1766 powrócił do Anglii i zasiadał w parlamencie, w latach 1767-1768 znów był ambasadorem w Rosji, a od 1769 posłem w Irlandzkiej Izbie Gmin. W 1767 odznaczony Orderem Orła Białego.
W 1775 został gubernatorem Wysp Karaibskich i baronem Macartney.
Od 1780 pełnił funkcję gubernatora Madrasu w Indiach. W 1786 zrezygnował z urzędu i powrócił do Anglii.
Od 1792 hrabia (earl) Macartney, został w 1793 pierwszym ambasadorem Wielkiej Brytanii w Pekinie. Dyplomaci powrócili w 1794.
W 1795 został wysłany do Włoch z tajną misją. W 1796 został gubernatorem nowej kolonii - Kolonii Przylądkowej, z którego to stanowiska zrezygnował z powodu kłopotów zdrowotnych w listopadzie 1798. Do Pekinu docierały informacje, które przysyłali: Francis Drake z Genui, Morton Eden – ambasador przy wiedeńskim dworze, Gilbert Elliot - wicekról Korsyki, William Douglas Hamilton – ambasador na dworze Królestwa Neapolu, Thomas Jackson i John Trevor na sardyńskim dworze w Turynie, William Wickham – poseł w Szwajcarii, William Frederick Wyndham poseł na dworze Wielkiego Księstwa Toskanii, Charles Whitworth w Petersburgu, Thomas Walpole – poseł przy sejmie w Ratyzbonie, Richard Worsley (Wenecja), John Udny – oficer stacjonujący w Livorno.
George Macartney zmarł w Chiswick, Middlesex, 31 maja 1806. Tytuł hrabiego Macartney wygasł z braku potomków.